# Carlos Moreira Reisch
Carlos Moreira Reisch (Nueva Helvecia, 1947) és un advocat i polític uruguaià pertanyent al Partit Nacional.

## Biografia
Moreira va néixer el 1947 a la localitat de Nueva Helvecia, departament de Colonia, on també va assistir a l'escola. Va estudiar a la Universitat de la República a Montevideo i va fer un doctorat en Dret i Ciències Socials.
És membre del Partit Nacional i va ser elegit durant les eleccions del 1985 per al període posterior com a diputat pel departament de Colonia. De 1990 a 1993, va ocupar, sota la presidència de Luis Alberto Lacalle, un càrrec a l'Oficina del Secretari d'Estat del Ministeri de l'Interior de l'Uruguai. El 1994 es va postular per al càrrec d'Intendent Municipal de Colonia, i va guanyar per una àmplia majoria. A partir de 1995 va ocupar aquesta posició. El 2000 va aconseguir la reelecció. El 2004 finalment es va fer càrrec de l'oficina del president del Congrés Nacional. Des de 2005 ha estat un representant de l'Aliança Nacional, un sector del Partit Nacional, i senador a la Cambra Alta.